# Наппатеуктлі

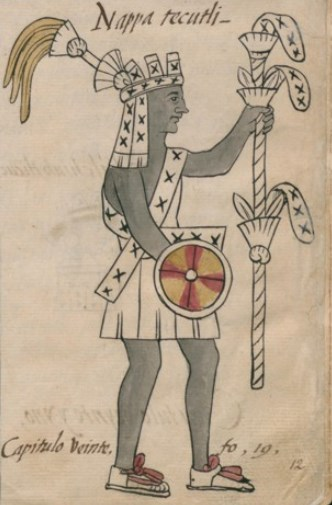
Наппатеуктлі у Флорентійському Кодексі

Наппатеуктлі (науатль Nappateuctli, дос. «чотири рази повелитель»), також Напатекутлі (науатль Napatecutli або Napatecuhtli) або Наппатекутлі (науатль Nappatecutli) — в ацтекській міфології, помічник Тлалока; один із чотирьох тлалоке, відповідальних за розподіл дощу на землі. Завдяки цьому богові народився і розмножився очерет.
Саме Наппатеуктлі винайшов мистецтво виготовлення циновок та інших виробів із очерету, тож ті, хто їх виготовляє, поклонялись саме цьому богові. 

## Образ
Його зображали з усім тілом пофарбованими в чорний колір, його обличчя було вкрите грудками шавлі, на потилиці паперовий головний убір. В одній руці він тримав щит із лататтям, а в іншій — квітучу тростину. 

## Ритуали
На свято Наппатеуктлі люди приносили раба йому в жертву, вдягаючи його в прикраси цього бога, імітуючи зовнішній його вигляд. У день, коли він мав померти, йому в руку клали зелену чашу, повну води, і він кропив усіх цією водою. 